# Torreón de San Lázaro
El Torreón de San Lázaro es una fortificación militar, construida en La Habana, Cuba. Forma parte del sistema de fortificaciones defensivas de la ciudad, declarada Patrimonio de la Humanidad por la Unesco en el año 1982.

## Historia

### Orígenes
Durante los siglos XVI y XVII, el territorio español de Cuba estuvo amenazado por el peligro de incursiones y saqueos de corsarios y piratas. Como respuesta lógica a estas amenazas, el Gobierno español determinó la construcción de varias frotificaciones de distinto tamaño en distintos lugares de la geografía cubana. 
La importancia capital de la villa de San Cristóbal de La Habana determinó que en sus inmediaciones se construyeran diversas fortalezas, tales como el Castillo de los Tres Reyes del Morro y el Castillo de la Punta, entre otras. También se mandó a construir varios torreones, que defendían las desembocaduras de los ríos cercanos. 

### Construcción
A medio camino entre la Fortaleza de la Punta y el Torreón de la Chorrera se construyó el Torreón de San Lázaro, ubicado en la Caleta de San Lázaro y a pocos metros del Hospital de San Lázaro, el leprosorio de la ciudad en aquella época. Dicho torreón fue levantado en 1665, por el ingeniero Marcos Lucio. El torreón sólo vio acción durante la Toma de La Habana por los ingleses en 1762. 
En la década de 1920, se rellenó la caleta, debido a la construcción del Malecón habanero, y el torreón quedó incluido dentro del inmenso Parque Maceo, que rinde homenaje al Mayor General Antonio Maceo (1845-1896). Pese a su antigüedad, el torreón se encuentra muy bien conservado, pues recibe mantenimiento periódico. 
Con la nueva división político administrativa de 1976, el torreón quedó ubicado dentro del municipio capitalino de Centro Habana. Desde 1982, el Torreón de San Lázaro, junto a la Ciudad Vieja de La Habana y su sistema de fortificaciones son Patrimonio de la Humanidad, declarado por la Unesco.